# Quiina yatuensis
Quiina yatuensis là một loài thực vật có hoa trong họ Ochnaceae. Loài này được J.V.Schneid. & Zizka miêu tả khoa học đầu tiên năm 1997.